# Metal Lords
Metal Lords é um filme de 2022 dirigido por Peter Sollett. Sua história segue dois melhores amigos do ensino médio e amantes da música metal, Hunter e Kevin, que decidem começar uma banda de metal, contra as normas da sociedade. Foi lançado na Netflix em 8 de abril de 2022.

## Elenco
- Jaeden Martell - Kevin Schlieb
- Isis Hainsworth - Emily Spector
- Noah Urrea - Clay Moss
- Adrian Greensmith - Hunter Sylvester
- Joe Manganiello - Dr. Troy Nix
- Brett Gelman - Dr. Sylvester
- Sufe Bradshaw - Dean Swanson
- Katie O'Grady - Laurie Schlieb
- Michelle Mao - Lisa Randall
- Analesa Fisher - Kendall Sarn
- Phelan Davis - Rocky "Skip" Hoffman

Scott Ian, Tom Morello, Kirk Hammett e Rob Halford aparecem em papéis especiais como eles mesmos representando a consciência de Kevin

## Recepção
No site agregador de críticas Rotten Tomatoes, 62% das 67 resenhas dos críticos são positivas, com uma classificação média de 6/10. O consenso diz: "não sendo muito pesado, Metal Lords continua sendo uma visão bem-humorada e agradável da adolescência e do poder de mudança de vida na música." O Metacritic, que usa uma média ponderada, atribuiu ao filme uma pontuação de 59 em 100, baseado em 20 críticos, indicando críticas "mistas ou médias".